# Figura Matki Boskiej z Dzieciątkiem i św. Jana Nepomucena we Wrocławiu
Figura Matki Boskiej z dzieciątkiem i św. Jana Nepomucena – XVIII-wieczna rzeźba w stylu barokowym przedstawiająca Maryję z dzieciątkiem oraz sceny z życia świętego Jana Nepomucena i jego postać z krucyfiksem. Znajduje się ona na pl. Świętojańskim przed zamkiem w Leśnicy. Jest to jeden z nielicznych zabytków Leśnicy, osiedla Wrocławia.
Pomnik powstał prawdopodobnie w 1743 roku. Jego autor nie jest znany, ale reliefy przedstawiające sceny męczeństwa Jana Nepomucena – będące kopiami płaskorzeźb z pomnika znajdującego się na Ostrowie Tumskim – są przypisywane czeskiemu rzeźbiarzowi Janowi Urbańskiemu.

## Opis pomnika
Pomnik jest wykonany z piaskowca. Na trójbocznym postumencie znajdują się płaskorzeźbione sceny z życia Jana Nepomucena. Frontowa płaskorzeźba przedstawia zrzucenie świętego do Wełtawy, lewa ukazuje spowiedź królowej Zofii, a prawa przesłuchanie Nepomucena przez króla Czech Wacława IV. Na postumencie stoi rzeźba Nepomucena trzymającego w lewej ręce krzyż. Obok niego putta wraz z atrybutami jego męczeńskiej śmierci. Jedno z putt ciągnie za sobą nimb gwiazd. W najwyższej części pomnika umiejscowiono rzeźbę Marii z dzieciątkiem. Maryja wbija trzymaną przez siebie lancę zakończoną krzyżem w leżącego u jej stóp węża, wokół niej znajdują się jeszcze dwa aniołki.
Program ideowy pomnika badacze uznają za typowy dla końcowego okresu kontrreformacji. Nietypowe jest natomiast połączenie w jednym pomniku postaci zarówno Maryi, jak i Jana Nepomucena.

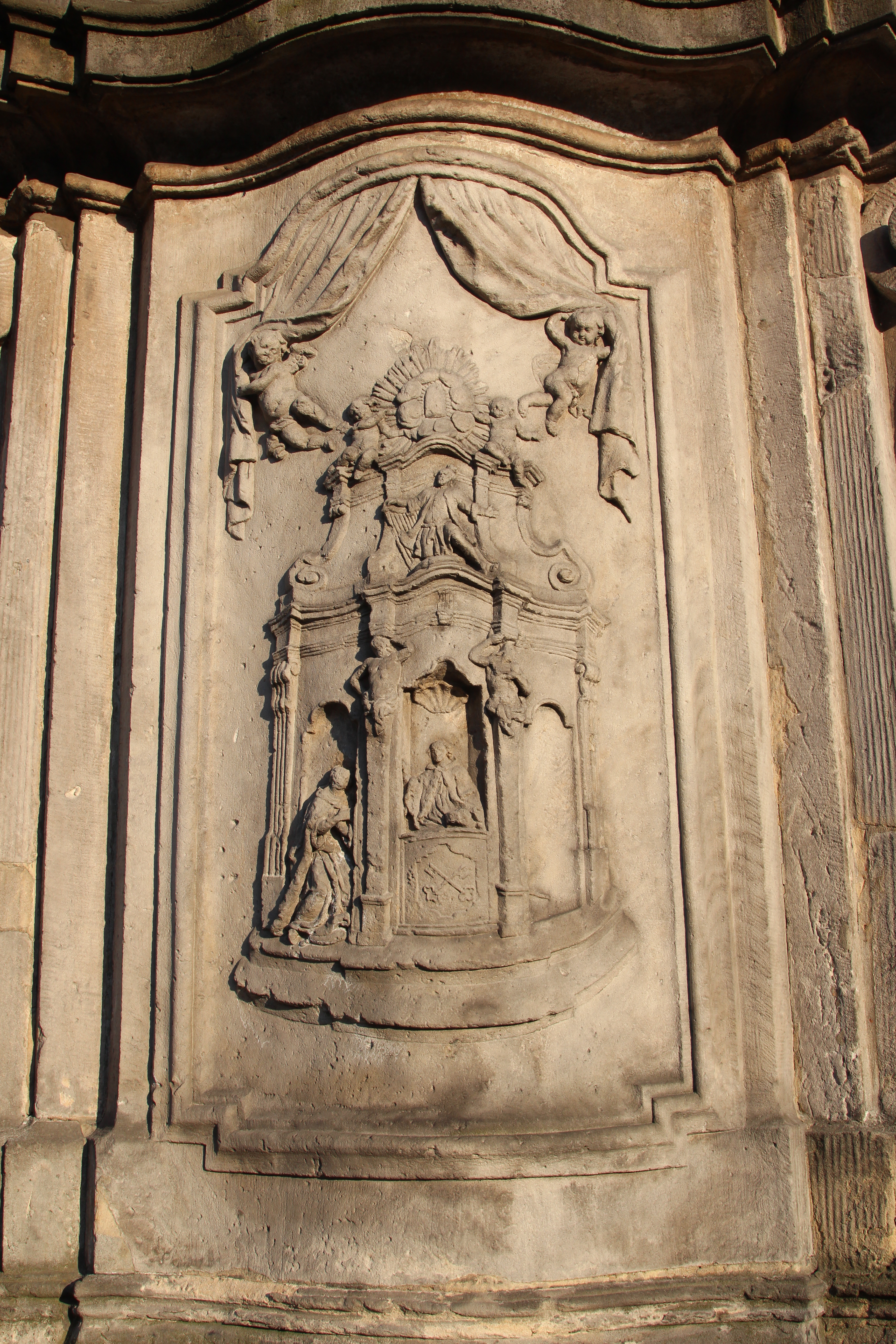
Scena spowiedzi królowej Zofii
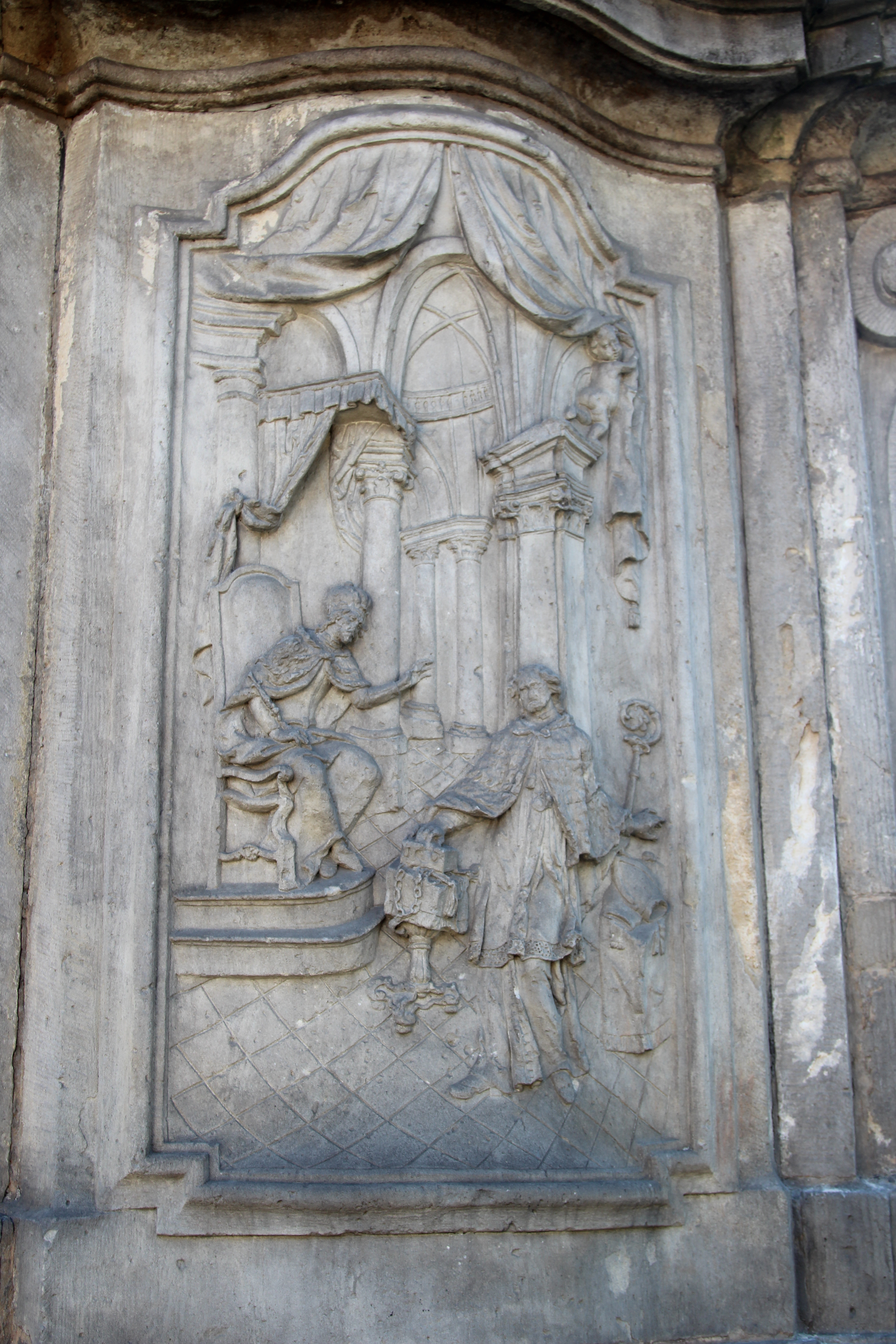
Scena przesłuchania Nepomucena
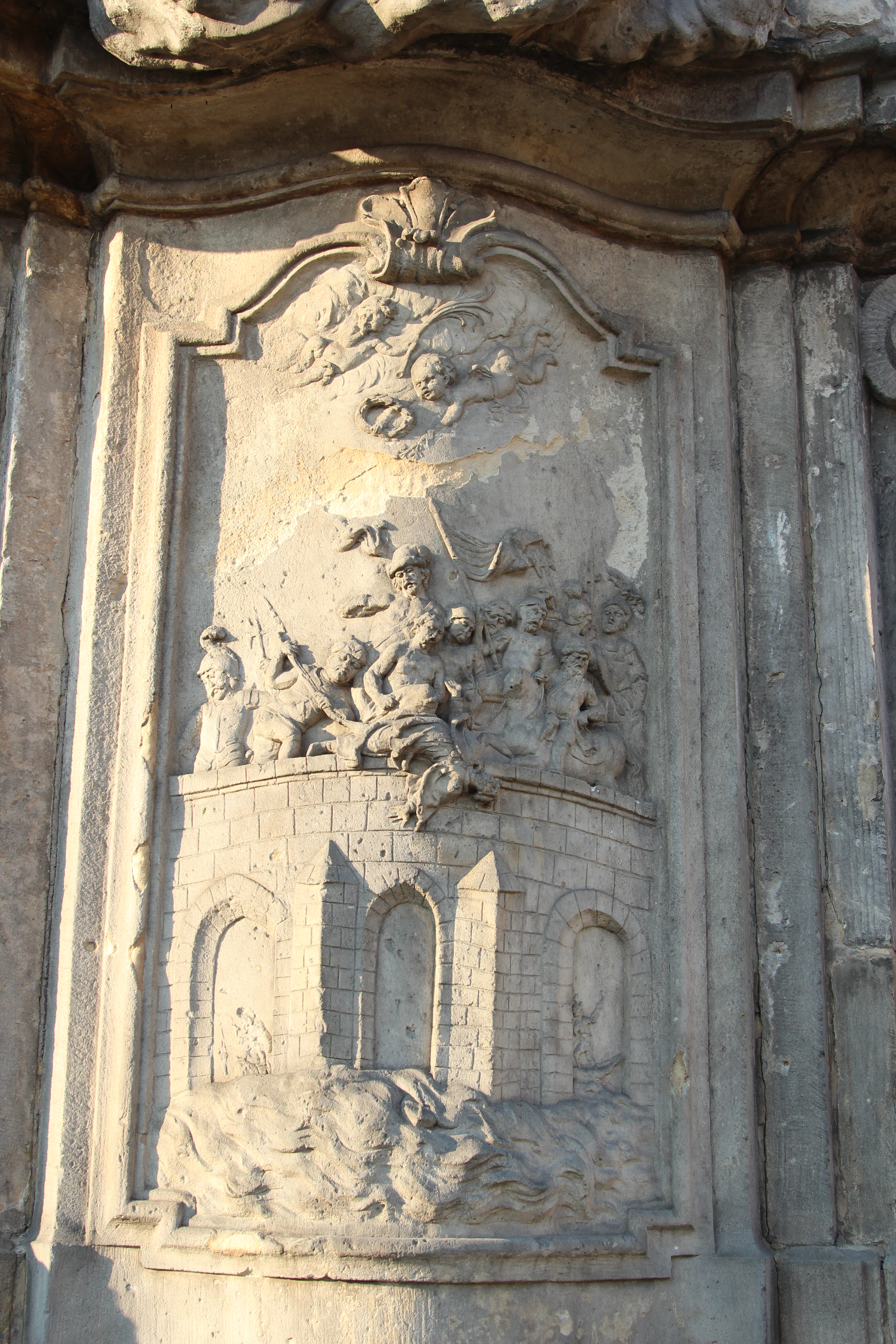
Scena zrzucenia Nepomucena z mostu
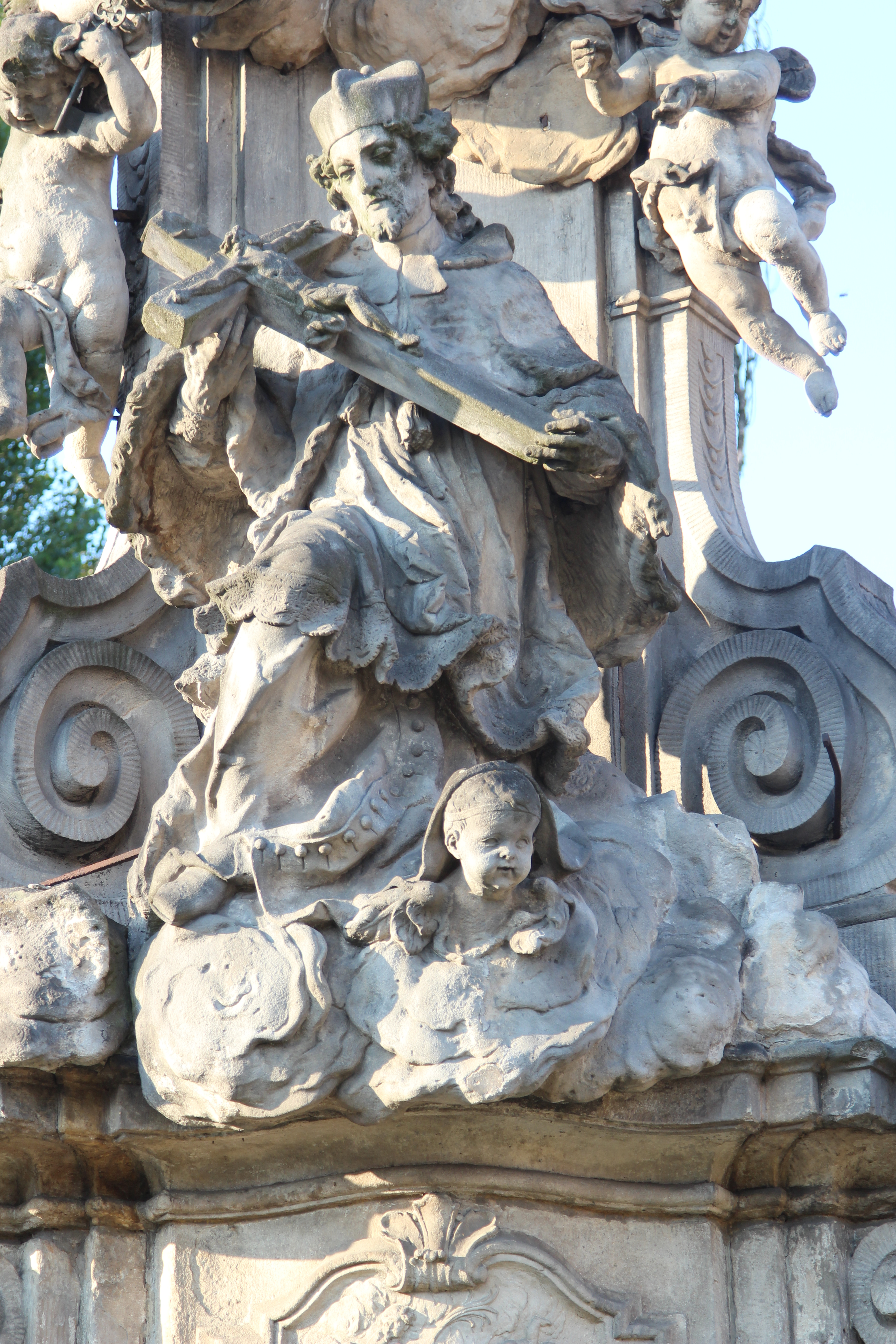
Nepomucena w chmurach z aniołami

## Podobne pomniki
We Wrocławiu znajdują się jeszcze cztery pomniki przedstawiające Nepomucena: przy ul. gen. Romualda Traugutta, ul. Osobowickiej i ul. Szewskiej oraz rzeźba przy ul. Parafialnej.